# (5077) Favaloro
(5077) Favaloro ist ein Asteroid des Hauptgürtels, der am 17. Juni 1974 von Astronomen des Felix-Aguilar-Observatoriums an der Astronomischen Einrichtung Leoncito (IAU-Code 829) im El-Leoncito-Nationalpark in Argentinien entdeckt wurde.
Der Asteroid wurde am 9. November 2006 nach dem argentinischen Herzchirurgen René Favaloro (1923–2000) benannt, der im Mai 1967 die erste erfolgreiche Bypass-Operation am Herzen durchführte.